# Александър Шепелев
Александър Шепелев (на руски: Александр Александрович Шепелев) е руски офицер, участник в Руско-турската война от 1877–1878 година и управител на Пловдив в периода на Временното руско управление.
Шепелев завършва Николаевското инженерно училище през 1859 година като инженер-прапоршчик. Служи последователно в сапьорен батальон и в гренадирски полк. Участва в потушаването на Полското въстание от 1863–1864 година. По-късно постъпва в Николаевската генералщабна академия и я завършва с чин щабс-капитан. От края на 60-те години Шепелев служи в азиатския отдел на главния щаб на руската армия. В началото на 70-те събира сведения за щаба от Туркестан, Киргизстан и други части на Централна Азия, завоювани от руската армия.
По време на войната с Османската империя от 1877 година Шепелев е с чин полковник, получава ордени „за храброст и разпоредителност“. В края на войната е назначен за пловдивски губернатор. Заедно с княз Алексей Церетелев представлява Русия в международната комисия, която изработва Органическия устав, регламентиращ политическото и административното устройство на Източна Румелия.
След оттеглянето на руските власти от България, през 1882 Шепелев е произведен в чин генерал-майор. От 1883 до смъртта си завежда канцеларията на началника на гражданската администрация в Кавказ.